# Ю̈
Cette page contient des caractères spéciaux ou non latins. S’ils s’affichent mal (▯, ?, etc.), consultez la page d’aide Unicode.
Le iou tréma (capitale Ю̈, minuscule ю̈) est une lettre de l'alphabet cyrillique qui a été utilisée en selkoupe.

## Utilisations
L’iou tréma est utilisé dans l’orthographe selkoupe par certains auteurs pour représenter une voyelle fermée antérieure arrondie [y] après une consonne palatalisée. Il est notamment utilisé dans le dictionnaire selkoupe-russe de Bykonia, Kouznetsova et Maksimova publié en 2005 ,, par exemple dans чю̈ « serpent ».

## Représentation informatique
Le iou tréma peut être représenté avec les caractères Unicode suivants :
- décomposé (cyrillique, diacritiques) :

| formes    | représentations | chaînes de caractères | points de code | descriptions                                      |
| --------- | --------------- | --------------------- | -------------- | ------------------------------------------------- |
| capitale  | Ю̈               | Ю◌̈                    | U+042E U+0308  | lettre majuscule cyrillique iou diacritique tréma |
| minuscule | ю̈               | ю◌̈                    | U+044E U+0308  | lettre minuscule cyrillique iou diacritique tréma |